# 為替手形
為替手形（かわせてがた）とは、手形の振出人（発行者）が、第三者（支払人、引受人）に委託し、受取人またはその指図人に対して一定の金額を支払ってもらう形式の有価証券のことである。日本語には略称として為手（ためて）がある。
約束手形と共有の手形一般の内容については、「手形」の項目を参照のこと。ここでは、為替手形特有の内容についてのみ記述する。

## 特徴
遠隔地との取引をする際（特に輸出入）、現金を直接送ることの危険を避けるために用いられることが多い。
日本の商慣行では、江戸時代の遠距離取引においては為替の手段として今日の為替手形と同様の物が用いられていたが、現在の国内取引の決済手段としては、ほとんど用いられない。債権者が債務者に引き受けさせ、期日に支払いをさせるといった、融資の手段として用いられる。
印紙税は「手形を完成させた」者が納付することを利用し、支払人欄に署名し振出人欄を空欄とした為替手形を約束手形の代わりに受取人に交付することがある。この場合、受取人は、手形要件の記載を欠かないよう、振出人欄に自ら署名せざるをえないので、印紙税を負担することになる。ただし、国税庁の見解は「振出人の署名のない手形で、引受人やその他の手形当事者の署名のあるものは、引受人やその他の手形当事者が、その手形を作成したことになる。」である。
貿易取引に用いられるB/E (Bill of Exchange) は、為替手形である。

### 歴史
中国山西省の古都・平遙にあった金融機関・日昇昌に務める雷履泰（1770-1849年）は、1820年代に、それまで銀貨の受け渡しで行われていた取引を、為替手形に置き換えることを始めた。運搬するのに不便な銀貨が紙に替わったことで、商取引のスピードと安全性は劇的に高まった。かくして平遥は瞬く間に金融の一大中心地となり、栄華を極めるようになる。しかしおよそ100年後に清王朝が滅亡して中国経済が混乱を来すと、平遙も衰退し、この都市も日昇昌も時代に取り残されるように停滞期に突入する。ただ、平遥は、結果として全盛期の姿を非常によく留める地域となったことで、1997年にはユネスコ世界遺産の登録物件となった。商取引の世界に革命をもたらした都市と金融機関の文化遺産である。

## 自己宛為替手形
為替手形による取引は振出人、受取人、支払人の三者が介在する取引であるが、振出人と支払人が同一である為替手形を自己宛為替手形と呼ぶ。
会社組織としては同一で、個別に帳簿を備える支社・支店・工場などが本社や他の支社などを支払人として振り出す為替手形が該当する。
印紙代がかからないため、節約のためにも用いられる。

## 自己受為替手形
自己宛為替手形とは逆に振出人と受取人が同一である為替手形を自己受為替手形と呼ぶ。
支払人に売掛金の決済方法として手形を指定することで支払期日が未確定の売掛金を確実に回収することを意図して振り出される。